# Disco (Pet Shop Boys)
Disco è il primo album di remix del gruppo musicale britannico Pet Shop Boys, pubblicato il 17 novembre 1986 dalla Parlophone.

## Descrizione
Si tratta del primo capitolo della serie lanciata dai Pet Shop Boys nota come Disco Series, a cui faranno seguito Disco 2 (1994), Disco 3 (2003) e Disco 4 (2007). Contiene quattro brani degli altrettanti singoli estratti dal primo album in studio del duo, Please, e due remix di altrettante b-side.
La copertina di Disco mostra un'immagine di Chris Lowe, la stessa apparsa nel videoclip del singolo Paninaro, pubblicato esclusivamente in Italia.
Il disco vendette oltre un milione e mezzo di copie, entrando nella Top 10 degli album di remix più venduti nel mondo.

## Tracce
1. In the Night (Arthur Baker's Extended Mix) – 6:28
2. Suburbia (The Full HorrorMix) – 8:56
3. Opportunities (Let's Make Lots of Money) (Version Latina) – 5:34
4. Paninaro (Italian Mix) – 8:35
5. Love Comes Quickly (Shep Pettibone's Mastermix) – 7:38
6. West End Girls (Shep Pettibone's Disco Mix) – 9:03

## Classifica
| Classifica (1986)   | Posizione massima |
| ------------------- | ----------------- |
| Austria             | 17                |
| Nuova Zelanda       | 19                |
| Paesi Bassi         | 7                 |
| Regno Unito         | 15                |
| Stati Uniti (dance) | 12                |
| Svezia              | 33                |
| Svizzera            | 18                |